# Psychoda alveata
Psychoda alveata är en tvåvingeart som beskrevs av Quate 1967. Psychoda alveata ingår i släktet Psychoda och familjen fjärilsmyggor. Inga underarter finns listade i Catalogue of Life.